# Zambia en los Juegos Olímpicos de Barcelona 1992
Zambia estuvo representada en los Juegos Olímpicos de Barcelona 1992 por nueve deportistas, ocho hombres y una mujer, que compitieron en tres deportes.
La portadora de la bandera en la ceremonia de apertura fue la atleta Ngozi Mwanamwambwa. El equipo olímpico zambiano no obtuvo ninguna medalla en estos Juegos.